# Sarcoprosena rufiventris
Sarcoprosena rufiventris är en tvåvingeart som beskrevs av Townsend 1929. Sarcoprosena rufiventris ingår i släktet Sarcoprosena och familjen parasitflugor.
Artens utbredningsområde är Peru. Inga underarter finns listade i Catalogue of Life.